# Jerónimo Zurita

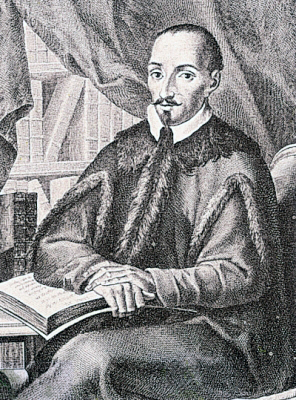
Jerónimo Zurita.

Jerónimo de Zurita y Castro, född den 4 december 1512 i Zaragoza, död där den 3 november 1580, var en spansk historieskrivare.
Zurita fick 1547 av Aragoniens ständer i uppdrag att skriva landets historia, och efter noggranna forskningar i Spaniens och Italiens arkiv blev han helt kort tid före sin död färdig med Anales de la corona de Aragon (6 band, 1562–80; 3:e upplagan i 7 band 1669), ett mycket detaljerat och i torr stil hållet verk. Zurita var från 1567 Filip II:s sekreterare och fick av kungen i uppdrag att organisera arkivet i Simancas. Han utsågs 1568 till generalsekreterare vid högsta inkvisitionsrådet och tillbragte sina sista år i ett kloster i Zaragoza.